# بازی آرام نقش
بازی کردن با خونسردی (به انگلیسی: Playing It Cool) فیلمی محصول سال ۲۰۱۵ و به کارگردانی جاستین ریردان است. در این فیلم بازیگرانی همچون کریس ایوانز، میشل موناهن، آنتونی مکی، آبری پلازا، پاتریک واربرتون، یوان گریفید، اشلی تیزدیل، توفر گریس، مارتین استار، لوک ویلسون، فیلیپ بیکر هال، متیو موریسون، اسکات ایوانز، سارا دومونت ایفای نقش کرده‌اند.